# Miszmar ha-Jarden
Miszmar ha-Jarden (hebr. משמר הירדן; ang. Mishmar HaYarden) – moszaw położony w Samorządzie Regionu Mewo’ot ha-Chermon, w Dystrykcie Północnym, w Izraelu.

## Położenie
Moszaw leży w południowej części doliny Hula, na północ od jeziora Tyberiadzkiego, w północnej części Górnej Galilei.

## Demografia
Liczba mieszkańców Miszmar ha-Jarden:

## Historia

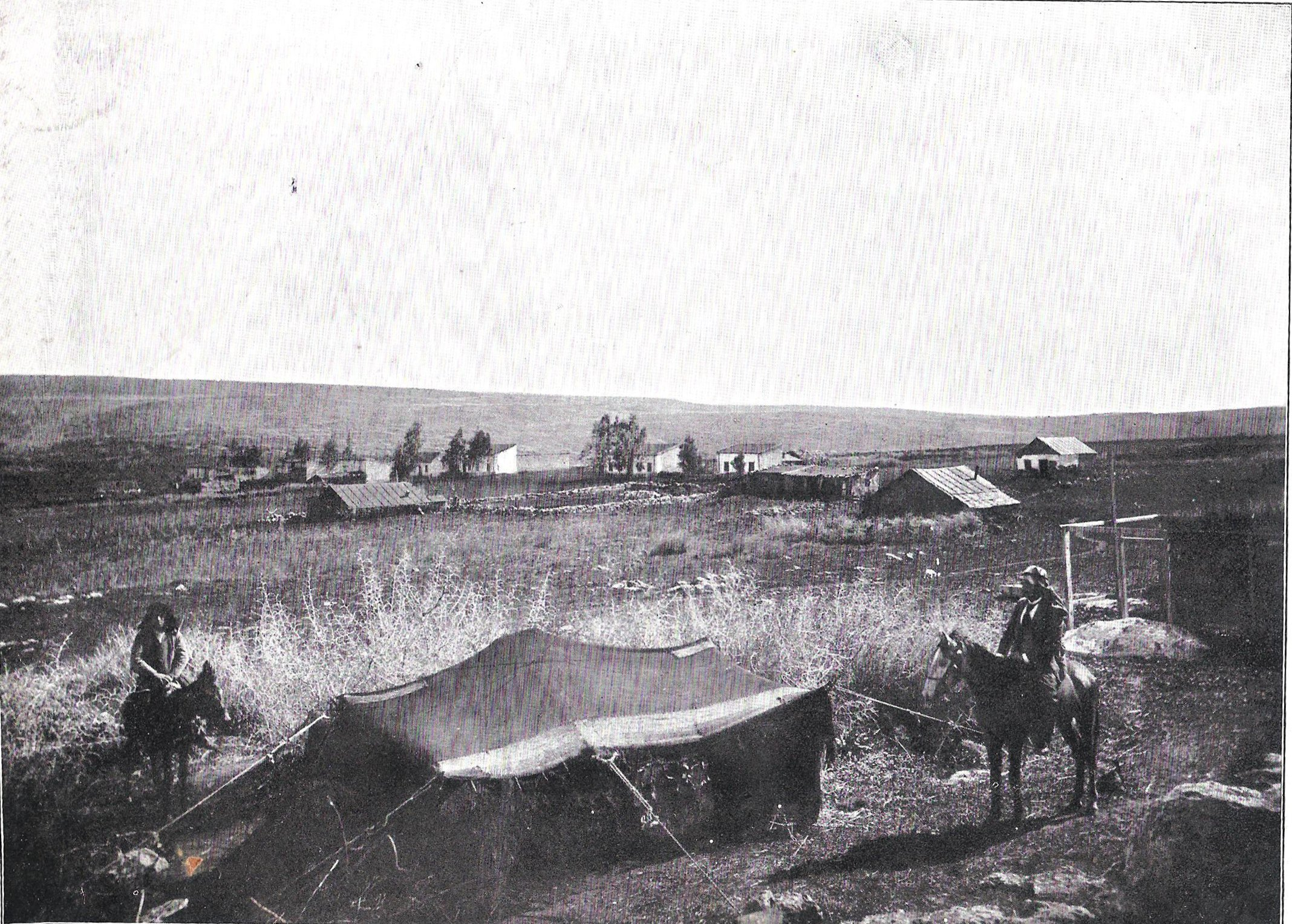
Moszaw Miszmar ha-Jarden przed 1899 r.

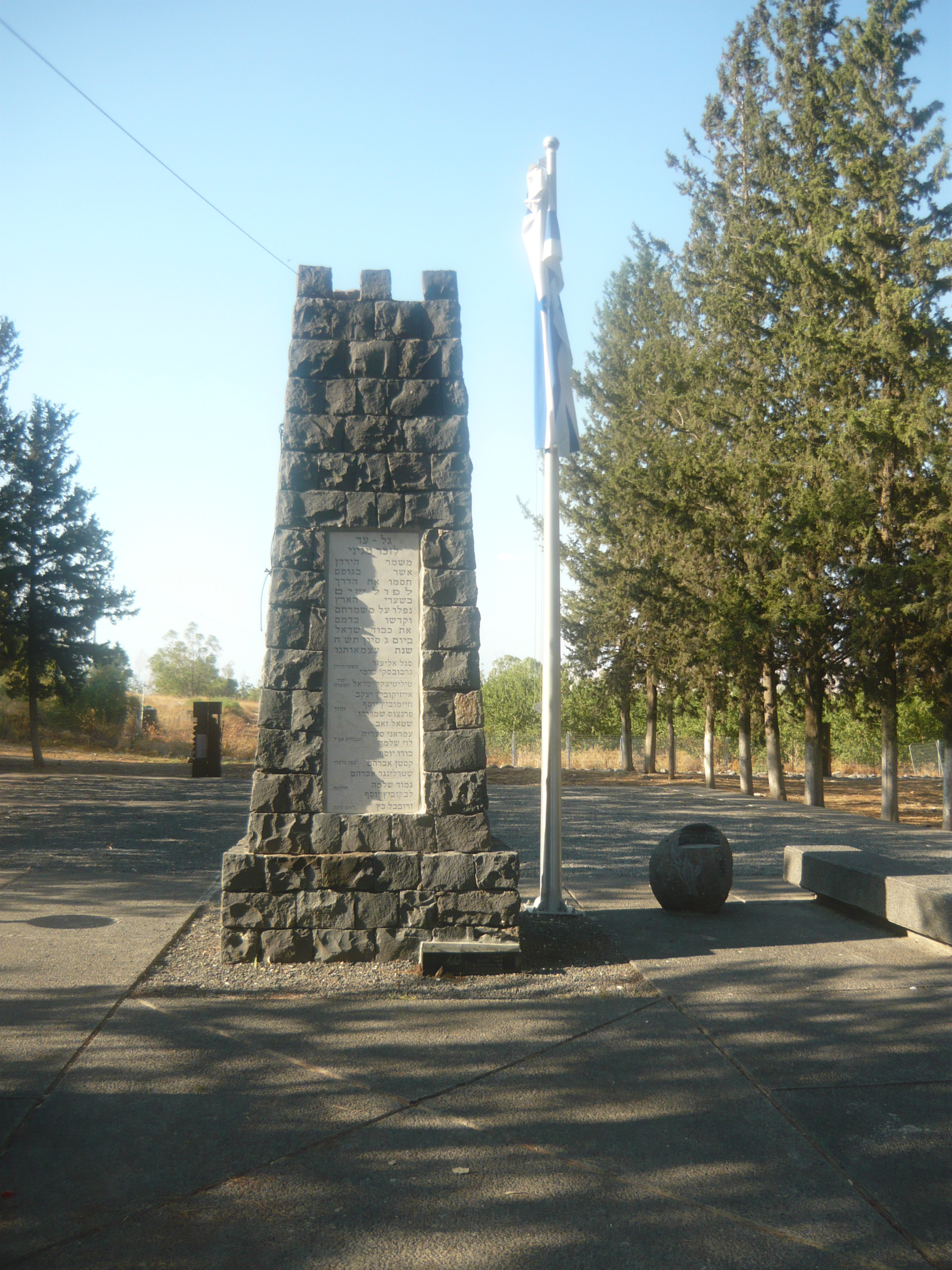
Pomnik upamiętniający zniszczony w 1948 roku moszaw Miszmar ha-Jarden

Pierwotny moszaw Miszmar ha-Jarden był położony w bliskim sąsiedztwie rzeki Jordan (33°00′50″N 35°37′25″E/33,013889 35,623611). Początkowo na obszarze tym istniało prywatne gospodarstwo rolne Mordechaja Isaaca Lubowskiego, który nazwał je „Róża Jordanu” (hebr. Szoszanat Hajarden). Bardzo szybko uświadomił on sobie, że nie zdoła utrzymać pojedynczego gospodarstwa. Dlatego odsprzedał część ziemi żydowskim imigrantom, którzy osiedlili się tutaj dzięki pomocy finansowej ruchu syjonistycznego Chowewej Syjon. We wrześniu 1890 roku założyli oni moszaw Miszmar ha-Jarden. Zajmował on strategiczną pozycję na wzgórzu górującym nad mostem Bnot Jaakov, przy drodze prowadzącej z Safedu do Damaszku. W 1898 roku Jewish Colonization Association zakupiła dodatkową ziemię i umożliwiła osiedlenie się nowych mieszkańców. Większość mieszkańców moszawu reprezentowała poglądy rewizjonistyczne Ze’ewa Żabotyńskiego. Osada borykała się z dużymi trudnościami ekonomicznymi i musiała odpierać nieustanne napady Beduinów. W czasie I wojny światowej w okolicy tej toczyły się ciężkie walki brytyjsko-tureckie. Z tego powodu moszaw został opuszczony w 1918 roku, i ponownie zasiedlony w 1923 roku pod brytyjskim panowaniem Mandatu Palestyny. W listopadzie 1939 roku brytyjska policja mandatowa przeprowadziła rajd do Miszmar ha-Jarden, podczas którego aresztowano 38 członków żydowskiej organizacji paramilitarnej Irgun, którzy przechodzili w moszawie szkolenie wojskowe.
Podczas I wojny izraelsko-arabskiej moszaw został zaatakowany 6 czerwca 1948 roku przez Syryjczyków. Następnie, 10 czerwca doszło do bitwy o moszaw Miszmar ha-Jarden. Ciężkie walki prowadzono o każdy dom, zakończyły się one jednak upadkiem moszawu i śmiercią 14 członków jego obrony. Następnie Syryjczycy wysadzili w powietrze wszystkie domy. Niektóre ze zniszczonych domów przetrwały do dzisiejszych czasów i stanowią formę pomnika. Po zawarciu zawieszenia broni izraelsko-syryjskiego, obszar zniszczonego moszawu powrócił do Izraela. Syryjczycy traktowali strefę zdemilitaryzowaną jako ziemię niczyją, podczas gdy Izraelczycy traktowali ją jako obszar suwerennego państwa Izrael. Te różnice w interpretacji zawartych porozumień doprowadziły do podjęcia decyzji o ponownej szybkiej kolonizacji tego obszaru. W pobliżu miejsca zniszczonego moszawu Miszmar ha-Jarden, w 1949 roku powstał kibuc Gadot. Natomiast odbudowa moszawu nastąpiła w nowym miejscu, położonym o 2 kilometry na południowy zachód od pierwotnej lokalizacji. Powstał on na gruntach zniszczonej arabskiej wioski Jarda. Został on nazwany Bnei Tzfat, ponieważ jego założycielami byli mieszkańcy miasta Safed (hebr. Tzfat). Do 1956 większość założycieli wyprowadziła się, a ich miejsce zajęli nowi imigranci pochodzący w większości z Afryki Północnej i Iraku. Przywrócono wówczas nazwę Miszmar ha-Jarden.

## Kultura i sport
W moszawie znajduje się dom kultury. W skład zaplecza sportowego wchodzi basen kąpielowy, boisko i sala do ćwiczeń.

## Edukacja
Moszaw utrzymuje przedszkole. Starsze dzieci są dowożone do szkoły podstawowej w pobliskim moszawie Elifelet.

## Religia
W moszawie znajduje się synagoga.

## Gospodarka
Gospodarka moszawu opiera się na intensywnym rolnictwie i turystyce. Niektórzy z mieszkańców dojeżdżają do pracy poza moszawem, znajdując zatrudnienie między innymi w strefach przemysłowych Tzahar i Chasor.

## Infrastruktura
W moszawie znajduje się przychodnia zdrowia i sklep wielobranżowy.

## Komunikacja
Z moszawy wyjeżdża się w kierunku południowym na drogę nr 91, którą jadąc w kierunku zachodnim dojeżdża się do kibucu Machanajim i skrzyżowania z drogą ekspresową nr 90, przy której znajduje się port lotniczy Rosz Pina. Natomiast jadąc drogą nr 91 w kierunku wschodnim dojeżdża się do kibucu Gadot, a następnie po przejechaniu przez most na rzece Jordan wjeżdża się na Wzgórza Golan.